# Dood van Michael Brown

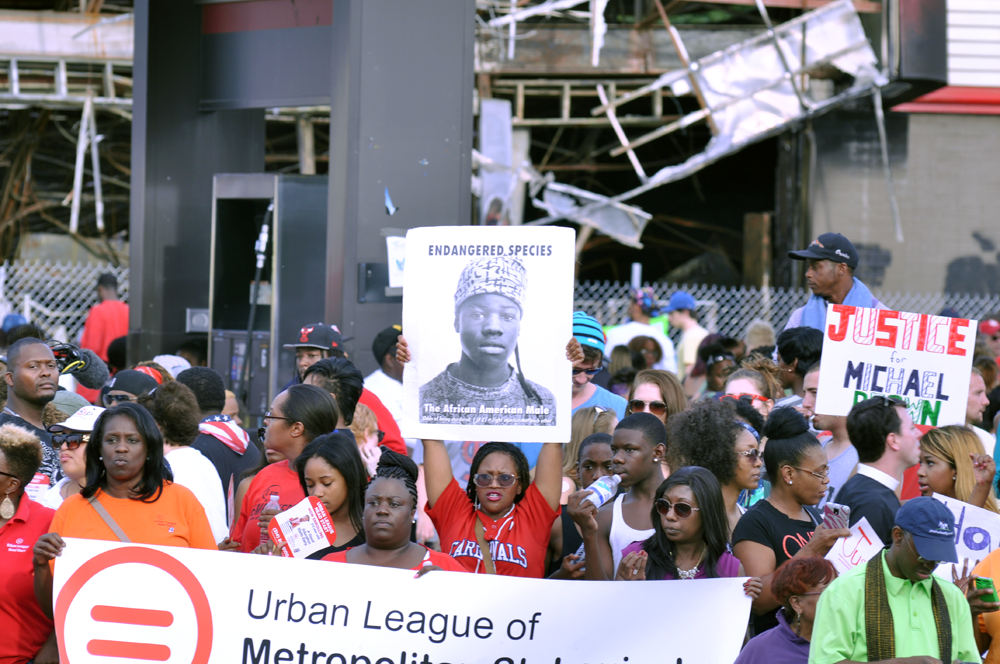
Protest op 15 augustus 2014 tegen het neerschieten van Brown

De dood van Michael Brown vond plaats op 9 augustus 2014 in de Amerikaanse stad Ferguson, een voorstad van Saint Louis in de staat Missouri.

## Geschiedenis
Brown, een 18-jarige Afro-Amerikaanse man, overleed nadat hij door een blanke politieagent was neergeschoten. Volgens een autopsie, die de familie van Brown heeft laten uitvoeren, zou Brown door ten minste zes kogels zijn geraakt. De politie van Ferguson meldde dat Brown vermoedelijk vlak voor zijn dood een overval had gepleegd op een buurtwinkel. De politie was daarvoor uitgerukt en één agent, Darren Wilson, hield Brown en een vriend van hem staande omdat ze het verkeer blokkeerden. Een onderzoeksjury voor de staat Missouri bepaalde in november 2014 dat de agent niet zal worden vervolgd. In maart 2015 besloot het federale ministerie van justitie dat er ook onvoldoende grond was voor vervolging op basis van federale wetten.
Het incident leidde tot grote onrust in Ferguson, omdat de overwegend zwarte bevolking van de stad de politie beschuldigt van racisme. Een dag na de dood van Brown braken rellen uit in de stad, nadat er een avondwake voor Brown was gehouden. Deze rellen hielden meer dan een week aan, ondanks een ingestelde avondklok. Tegelijkertijd hielden burgerrechtenactivisten vreedzame demonstraties waarmee zij de politie opriepen het incident grondig te onderzoeken. In verschillende Amerikaanse steden werden stille tochten gehouden.
De FBI is een onderzoek begonnen naar de dood van Michael Brown om te kijken of er burgerrechten zijn geschonden. De Amerikaanse president Barack Obama condoleerde de familie van Brown en riep op tot kalmte. Later werd bekend dat er een onafhankelijk federaal onderzoek zou komen naar het incident. Obama maakte op 18 augustus bekend zijn minister van Justitie, Eric Holder, naar Ferguson te sturen. Diezelfde dag maakte de gouverneur van Missouri, Jay Nixon, bekend de Nationale Garde in te zullen zetten om verdere escalatie van de rellen te voorkomen.
Eric Holder sprak tijdens zijn bezoek aan Ferguson met lokale bewoners en de ouders van Brown. Aan hen deed hij de belofte dat er een grondig onderzoek naar de dood van hun zoon zou komen. Op 21 augustus beval de gouverneur van Missouri de geleidelijke terugtrekking van de Nationale Garde uit de stad, omdat het geweld afnam.
Michael Brown werd op 25 augustus 2014 begraven in Saint Louis. Bij die begrafenis waren drie medewerkers van het Witte Huis aanwezig. Dominee en politiek activist Al Sharpton was ook aanwezig aldaar en sprak er de menigte toe.

### Nasleep
Op 25 november 2014 werd bekend dat een onderzoeksjury in Missouri had besloten dat er geen reden was om aan te nemen dat er sprake was van een misdaad, en dat Wilson niet vervolgd zou worden. In de nacht van 25 op 26 november gingen in 170 steden mensen de straat op om te betogen tegen het besluit, en in Saint Louis werden 61 mensen opgepakt.
Op 4 maart 2015 bracht het Amerikaanse ministerie van Justitie zijn rapport uit, waarin wordt geconcludeerd dat de handelingen van de politieagent niet strafbaar waren onder federale Amerikaanse wetten ter bescherming van burgerrechten.
Een tweede federaal onderzoek, naar de politie van Ferguson als geheel, leidde tot de conclusie dat de stad Ferguson het politie- en justitieapparaat vooral gebruikte als een manier om inkomsten te genereren, dat dit afbreuk deed aan de eigenlijke taak van politie en justitie, en dat daarbij vooral de zwarte gemeenschap het moest ontgelden.
Een civiele zaak van de nabestaanden van Brown tegen de stad Ferguson wegens de 'onrechtmatige dood' (wrongful death) van Michael Brown werd in juni 2017 door de partijen geschikt, waarbij Ferguson omgerekend ongeveer 1,3 miljoen euro aan de familie uitkeerde.
De politieofficier ging vrijuit.